# Abfall-Zwischenlager Philippsburg
Das Abfall-Zwischenlager Philippsburg (AZP; ehemals Standortabfalllager Philippsburg (SAL-P)) ist ein Lager für schwach- und mittelradioaktive Abfälle am Standort des Kernkraftwerks Philippsburg.

## Geschichte
Die Genehmigung des Lagers wurde am 17. Dezember 2018 erteilt. Im April 2020 wurde das Lager in Betrieb genommen. Seit dem 1. Januar 2020 fungiert die BGZ Gesellschaft für Zwischenlagerung als Betreibergesellschaft.

## Daten
Das Lager ist etwa 145 m lang, 30 m breit und 21 m hoch und ist für ein Aktivitätsinventar von bis zu 2 × 1017 Bq genehmigt.